# Eugène Empeyta
Eugène Empeyta (12 de setembro de 1892 – 20 de maio de 1951) foi um esgrimista suíço que participou dos Jogos Olímpicos de Verão de 1920, de 1924 e de 1928, sob a bandeira da Suíça.